# Otto F. Beer
Otto Fritz Beer (* 8. September 1910 in Wien; † 22. April 2002 ebenda; Pseudonym Erik Ronnert) war ein österreichischer Schriftsteller, Literatur- und Musikkritiker, Journalist und Übersetzer.

## Leben
Beer war Sohn eines Musikpädagogen und besuchte zunächst das Konservatorium, studierte dann Germanistik an der Universität Wien, wo er 1932 zum Dr. phil. promovierte. Seine journalistische Karriere begann er beim „Neuen Österreich“, im „Plan“, „Turm“ und der Welt am Abend, wo er neben Oskar Maurus Fontana als Theaterkritiker tätig war. Von 1948 bis 1952 lebte Beer in Meran und leitete das Kulturressort der Wochenzeitung Der Standpunkt. Als Journalist gestaltete Beer mit subtilem Witz und raffinierter Stilistik unter anderem Beiträge in der Zeit, im Rheinischen Merkur, der Süddeutschen Zeitung sowie zahlreiche Radio-Sendungen.
Neben seiner journalistischen Tätigkeit war Beer auch als Schriftsteller tätig. Schon vor dem Zweiten Weltkrieg erschien sein erster Roman „Kulissen der Welt“. „Hotel Zugvogel“ (1948) schildert kolportageartig das Wien der Nachkriegszeit. Von seinen weiteren Romanen wurden vor allem „Stadttheater“ (1946), „Zehnte Symphonie“ (1953) und „Christine-Theres“ (1967) bekannt. Sein erfolgreichster Roman wurde aber der seit dem Erscheinen 1965 wiederholt aufgelegte Roman „Ich, Rodolfo, Magier“, in welchem sich der Autor als menschenfreundlicher Skeptiker und behutsamer Desillusionskünstler manifestierte. Ein besonderer Erfolg war sein Buch „Der Fenstergucker“ nach einer gleichnamigen ORF-Fernsehserie, welche über Jahrzehnte beliebt war.
Beer wurde auf dem Ottakringer Friedhof bestattet.

## Ehrungen
- Berufstitel Professor (1970)
- Bundesverdienstkreuz 1. Klasse (23. November 1982)[1]
- Ehrenmedaille der Bundeshauptstadt Wien in Gold (1986)
- Österreichischer Staatspreis für Literaturkritik (1989)
- Kulturpreis der Stadt Baden (1994)

## Zitat
„Liebe deine Feinde; denn sie ärgern sich darüber.“ 

## Werke

### Musikkompositionen
- Divertimento für Streichquartett und Orchester[2]
- Savoy Hotel, komische Oper in einem Akt[3]